# 1433 Geramtina
1433 Geramtina este un asteroid din centura principală, descoperit pe 30 octombrie 1937, de Eugène Delporte.